# Patricia Kazadi

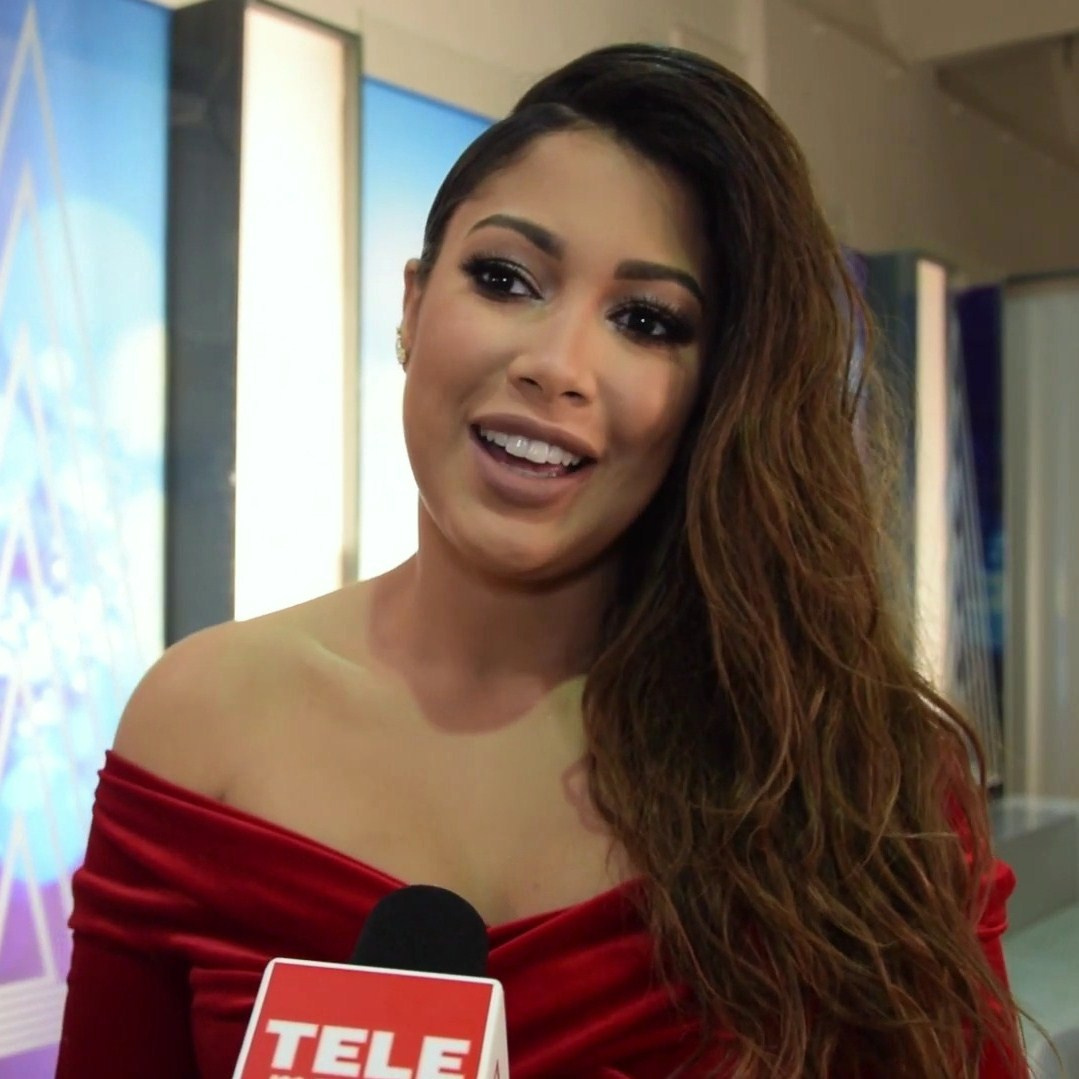
Patricia Kazadi (2018)

Patricia Tshilanda Kazadi (* 17. März 1988 in Warschau, auch bekannt als Trish) ist eine polnische Schauspielerin, Sängerin und Moderatorin.
Patricia Kazadi wuchs in ihrer Heimatstadt Warschau auf, ihre Mutter stammt aus dem ostpolnischen Łuków, ihr Vater aus der zentralafrikanischen Demokratischen Republik Kongo. Vor ihrer Schauspielkarriere studierte sie an der Technischen Universität Warschau und der Wirtschaftsuniversität Warschau, schloss das Studium allerdings nicht ab. Stattdessen widmete sie sich der Musik und dem modernen Tanz. Sie spielt mehrere Instrumente und dozierte an der Krzysztof-Komeda-Musikschule Warschau.
Seit 2004 tritt sie regelmäßig in polnischen Fernsehserien und -filmen auf. 2009 wirkte sie erstmals als Moderatorin. Seit 2007 ist sie zudem regelmäßiger Gast unterschiedlicher Castingshows für Prominente. Als Popsängerin trat sie erstmals 2010 auf und war seit dem bei mehreren Festivals dabei. Für ihren Song Hałas (dt. Krach) erhielt sie eine Nominierung für den Viva Comet 2012 als beste Debütantin. Seit 2013 präsentiert sie die polnische Variante der Castingshow X Factor als Moderatorin.
Kazadi zählt zu einer großen Gruppe afrikanischstämmiger Personen, die in Polen im öffentlichen Leben stehen. Hierzu gehören etwa der Boxer Izuagbe Ugonoh, der ehemalige Parlamentsabgeordnete John Godson, die Schauspielerin Aleksandra Szwed, das Model Osuenhe Ugonoh, die Fernsehmoderatoren Olimpia Ajakaiye und Rogers Cole-Wilson, der ehemalige Fußballspieler Emmanuel Olisadebe sowie der frühere Partisane und Musiker August Agbola O’Browne.